# Acanthoscurria insubtilis
Acanthoscurria insubtilis é uma espécie de aranha pertencente à família Theraphosidae (tarântulas).